# Lioni
Lioni är en kommun i provinsen Avellino, i regionen Kampanien. Kommunen hade 6 153 invånare (2017) och gränsar till kommunerna Bagnoli Irpino, Calabritto, Caposele, Morra De Sanctis, Nusco, Sant'Angelo dei Lombardi samt Teora.
Lioni drabbades 1980 myceket hårt av den irpinska jordbävningen.